# スポーツカート
スポーツカートとは、市販のレーシングカートフレームに国内メーカーの4ストローク汎用エンジンを搭載し、レンタルカート用のタイヤを装着した車両の通称。

## 歴史
- 2004年、ツインリンクもてぎ（栃木県茂木町）4大耐久イベントの一つ「K-TAI（カート耐久7時間）」において、2ストロークエンジン利用者に混ざってスポーツカートが使用された。当初はモータースポーツ＝金が掛かるは当たり前で「あまりスピードが出なくても良い（時速120キロメートル程度）、これで充分モータースポーツ楽しめるんだから」と、2ストロークエンジン参加者がほとんどの中、当初4ストロークエンジンで参加し始めた人たちは割り切って参加していた。K-TAI主催者は、とても速い2ストロークエンジンとの混走に困惑したが、毎年2ストロークエンジンは平均スピードが上がり危険度が増してくる問題を抱え、ツインリンクもてぎ精神の“Let's Enjoy it”、だれでもが参加できる（しやすい）、このクラスにも4ストロークエンジンの時代がやってくると感じ始めた。
- 2008年よりメインイベント7時間耐久（K-TAI）は4ストローク汎用エンジンスポーツカートのワンメイクとなり、前日行われるサブイベントの5時間耐久で今まで旺盛だった2ストロークエンジンを開催し、最後の2ストロークエンジンでの開催となった。
- 2009年は7時間耐久メインイベントと5時間耐久のサブイベントの両方ともスポーツカートに変更され、K-TAIはスポーツカートの甲子園として歩み始めた。また、r-kartの主催するENJOY SPORT KARTシリーズが「目指せ甲子園」を目的に、日本各地（5カ所）でスポーツカートの耐久イベントを開催し始めた。
- 2010年は7時間耐久イベントをツインリンクもてぎの精神“Let's Enjoy it”を確立させるため、参加しやすいENJOY（ノーマル）クラス、サブイベントの5時間耐久は楽しみを増やすChallengeクラスと確立させ現在に至る。その他、オートスポーツが後援する AS CUPやジャパンカートが後援する JAPAN KART CUPも立ち上がった。
- 2010年以降K-TAIが確立され、他のカートコースやレンタルカートコースも興味を持ち始め機敏な動きをする。このスポーツカートを採用する所が増えたことと、レーシング専門に開催していたカートコースにも波及し始め多くのファンを集め始めている。
- 2012年からは幸田サーキットYRP桐山で24時間耐久イベントも開催され、カート界では東地域では最も盛んな新東京サーキットでも新東京サーキットスポーツカートシリーズ4戦が開催されている。

## 対象
モータースポーツに興味を持っている者であれば誰もが参加できる。ただし、モータースポーツ未経験者はいきなりこのクラスを始めるのではなく、安全のため近隣のレンタルカートコースで基本を学ぶことが必要で、耐久イベントに参加するには仲間を集めることも重要となる（レンタルカートは多くの人が参加できるよう、安全面には最大の注意を考慮して作られ運営されている。ここで基礎を学ぶことも大切）。

## 主な規則
ツインリンクもてぎのK-TAI規則（参加の手引き(PDF 4.67MB) (PDF) ）が基本的なルールである。また参加しやすいよう、各コースやENJOY SPORT KARTシリーズ規則 (PDF) 等、独自のルールが存在する。

## スポーツカートの仕様

### フレーム
レーシングカートフレームを使用（約10年前までに国内/海外でのホモロゲーションを取得したシャーシ）で新車から中古車まで多く利用されている。新車の販売はビレルパシフィック・CRG JAPAN・イントレピッドJAPANからスポーツカートに合うフレームが販売されている。

### エンジン
日本国内メーカーの汎用エンジン（現在登録されているエンジン）
- SUBARU EX21 ・ KX21 ・ EX27
- HONDA GX200 GX200SP GX270
- YAMAHA MZ200

### タイヤ
日本国内タイヤメーカーのレンタルカート用タイヤ（コストを抑えるためと体に負担が少ない）
- BS：YDS(HF)
- DUNLOP：DFK2 / DRK-SP
- ADVAN：ED

## 2ストロークレーシングカートとの違い
- カタログ上、性能的には2ストロークエンジンに比べて大きな差がある。馬力でいうと初級者から上級者まで、多くのユーザーを集めている YAMAHA KTエンジンが13〜14馬力、4ストロークエンジンは7〜10馬力位。数値的には大きな差があるが、2ストロークと4ストロークの特性の違いからトルクが太くパワーバンドの大きい4ストロークはとても乗りやすく、タイム的にも YAMAHA KTエンジンに比べ800メートル位のコースで3〜5秒落ちた位で走行する（タイヤはレンタルカート用タイヤを使用）。
- 4ストローク（スポーツカートクラス）の場合、多くが仲間で遊べるよう耐久イベントが中心となっている。費用負担も仲間で割り勘と、走行時間の割には比較的費用が掛からず、一人で遊びでカートを楽しむのも勿論、ランニングコストは2ストロークに比べ半分位で済む。

### ランニングコストが安い根拠
- 2ストロークと違い毎回ガソリンとエンジンオイルを混合する必要はなく、高価なオイルは必要無い（個人的なこだわりで制限はない）。
- ギヤ比が低く、フロントギヤなどの20T前後のため2ストロークの10丁前後と比べチェーンに掛かる負担が大幅に減り、チェーンの交換時期は忘れた頃にやってくる。
- トルク型エンジンのため、ある程度の想定ギヤでほとんどのコースを走れ、ギヤをあまり揃えなくても走行可能。
- エンジンのオーバーホールサイクルは2ストロークに比べ飛躍的に長い（参考50〜100時間）。
- 絶対スピードが2ストロークより遅いため、フレームへの負担が減りフレームの持ちがよい。
- ノーマルガソリンなのでガソリンが余れば帰りに自分の自動車等に補給できる（2ストロークの場合は混合ガソリンのためそれは出来ない、また、混合ガソリンのためあまり保存が出来ないので、コースで捨てていく姿がよく見受けられる）。
- タイヤはレンタルカート用タイヤがイベント等で指定されている、そのため一般的なSLタイヤと比べランニングを考慮しても倍以上の利用が可能。
- その他こまかいことも考えられるが、おおむね上記項目での根拠。

## 楽しみ方
スポーツカートはわいわいと仲間で楽しめる耐久イベントが多く、まずはレンタルカートコースで開催している耐久イベントに参加し、面白いことが分かればその次はカートショップやカートコースが所有しているスポーツカートをレンタルする方法と、仲間同士で共同で購入して所有し、耐久イベントに参加するなど色々と考えられる。耐久イベントはレンタルカートコースやレーシングカートコース、最高峰はツインリンクもてぎで開催している真夏の祭典K-TAI[《カート耐久7時間フェスティバル》は全長5キロメートルのロードコースまである。通常は3時間から6時間位までのイベントを各地のカートコースやレーシングコースで開催している。

## スポーツカートの体験
レンタルカートが基本だが、スポーツカートを採用しているレンタルカートコースを利用するのが一番手っ取り早い。最近ではカートショップでもレーシングカートコースを利用した試乗会を利用できる。

## 主催者とイベント

### スポーツカートイベント
- ツインリンクもてぎ（モビリティランド）]- 真夏の祭典K-TAI 7時間耐久イベント 7月か8月の1戦
- 新東京サーキット - スポーツカートシリーズ 年間4戦 4時間耐久イベント
- 大井松田カートランド - レンタルカートスポーツカートシリーズ 年間4戦
- 榛名スポーツランド - KSAシリーズ 年間4戦
- APGスポーツカートイベント - 年間5戦
- サーキットあづみ野、(長野県北安曇郡） - 2時間耐久 独自のスポーツカートレース
- 幸田サーキットYRP桐山 - スポーツカートシリーズ 年間3戦 その他24時間耐久イベント
- ENJOY SPORT KARTシリーズ - 年6戦 5時間〜6時間耐久イベント

1. スパ西浦モーターパーク（愛知県蒲郡市） - 5時間耐久イベント
2. 袖ケ浦フォレストレースウェイ（千葉県袖ケ浦市） - 5時間耐久イベント
3. 本庄サーキット（埼玉県本庄市） - 6時間耐久イベント
4. 幸田サーキットYRP桐山（愛知県幸田町） - 6時間耐久イベント
5. タカスサーキット（福井県福井市） - 6時間耐久イベント
6. 鈴鹿サーキット南コース（三重県鈴鹿市） - 5時間耐久イベント

- SK-OPEN - 石野サーキット（愛知県豊田市）
- モーターランド鈴鹿（三重県鈴鹿市） - 年間約5戦
- SKM（スポーツカートマスターズ） - スーパー耐久シリーズ 年間9戦。近畿地区を中心に猪名川サーキット・名阪スポーツランド・堺カートランド・他
- AS CUP

### ジュニア・カデットイベント
- フォーミュランド・ラー飯能（埼玉）
- 福岡キッズカートアカデミー

## 今後の展望
日本国内においてはカートコースやロードコースが数多くあり、誰でも参加できるこのクラスが増えていくことはモータースポーツの人口が増えるということで、観戦型ではない参加型のスポーツカートは今後の日本において少しでも欧米に近づけることになる可能性がある。また、海外でのスポーツカートの振興も進められており今後が期待される。